# Bukovica (Croazia)

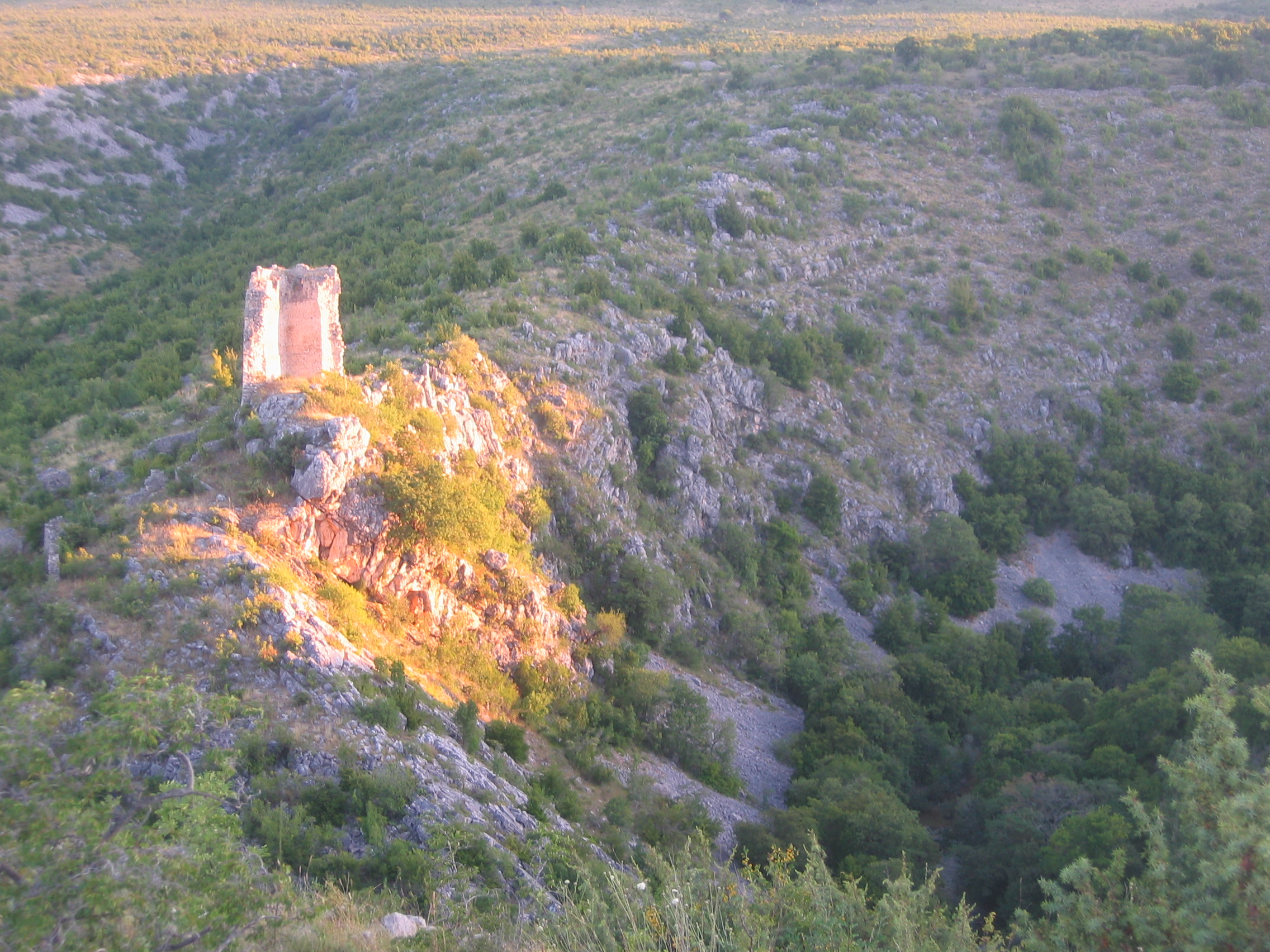
Paesaggio tipico della Bukovica: rovine del castello della famiglia Keglević vicino a Mokro Polje, nel nordest della Bukovica.

La Bukovica è una regione geografica della Croazia. Essa si trova nel nord della Dalmazia, con a nord Lika, a est Kninska Krajina e a sudovest Ravni Kotari.

## Geografia
La Bukovica è una piccola pianura a circa 250-300 metri s.l.m. Il paesaggio carsico copre gran parte della regione fino alla valle del Zermagna.

## Città e paesi
La Bukovica ricopre un'area triangolare tra le città di Bencovazzo, Obrovazzo e Tenin. Essa comprende le municipalità di Jasenice, Ervenico, Chistagne e Lissane.